# قهرمانی
در ورزش، یک قهرمانی رقابتی است که در آن هدف تعیین این است که کدام فرد یا تیم قهرمان است.